# Thobias Montler
Thobias Montler (né Thobias Nilsson Montler le 15 février 1996) est un athlète suédois, spécialiste du saut en longueur.

## Carrière
Le 8 avril 2017, il porte son record personnel à 8,04 m, meilleure performance européenne espoirs de la saison, (+1.6	m/s), à Jacksonville (Hodges Stadium).
Il remporte la médaille d'or du relais 4 x 100 m lors des Championnats d'Europe juniors d'athlétisme 2015.
Le 8 août 2018, il termine 4e des championnats d'Europe de Berlin avec 8,10 m, battant le record national espoirs. Il échoue à 3 centimètres de la médaille d'argent,.
Le 3 mars 2019, à Glasgow, il devient vice-champion d'Europe en salle avec un nouveau record personnel à 8,17 m. Il est battu par son rival de l'hiver, le Grec Miltiádis Tedóglou (8,38 m).
Le 23 mai 2019, à Torremolinos, il réalise la performance de 8,43 m, à un centimètre du record national, mais celui-ci est trop venté et donc non-homologable. Le 30 mai, il déjoue les pronostics et s'impose pour la première en Ligue de diamant en remportant à domicile le Bauhaus-Galan de Stockholm avec 8,22 m. Il se blesse au genou lors des FBK Games d'Hengelo mais termine tout de même 2e avec 8,14 m.

## Palmarès
| Date | Compétition                        | Lieu                               | Résultat | Epreuve   | Marque  |
| ---- | ---------------------------------- | ---------------------------------- | -------- | --------- | ------- |
| 2013 | Championnats du monde cadets       | Donetsk                            | 8e       | Longueur  | 7,32 m  |
| 2014 | Championnats du monde juniors      | Eugene                             | 8e       | Longueur  | 7,65 m  |
| 2015 | Championnats d'Europe juniors      | Eskilstuna                         | 4e       | Longueur  | 7,68 m  |
| 2015 | Championnats d'Europe juniors      | Eskilstuna                         | 1er      | 4 x 100 m | 39 s 73 |
| 2017 | Championnats d'Europe espoirs      | Bydgoszcz                          | 3e       | Longueur  | 7,96 m  |
| 2018 | Championnats d'Europe              | Berlin                             | 4e       | Longueur  | 8,10 m  |
| 2018 | Ligue de diamant                   | Ligue de diamant                   | 7e       | Longueur  | 7,97 m  |
| 2019 | Championnats d'Europe en salle     | Glasgow                            | 2e       | Longueur  | 8,17 m  |
| 2019 | Ligue de diamant                   | Ligue de diamant                   | 7e       | Longueur  | 7,80 m  |
| 2019 | Championnats du monde              | Doha                               | 9e       | Longueur  | 7,96 m  |
| 2021 | Championnats d'Europe en salle     | Toruń                              | 2e       | Longueur  | 8,31 m  |
| 2021 | Jeux olympiques                    | Tokyo                              | 7e       | Longueur  | 8,08 m  |
| 2021 | Ligue de diamant                   | Ligue de diamant                   | 1er      | Longueur  |         |
| 2022 | Championnats du monde en salle     | Belgrade                           | 2e       | Longueur  | 8,38 m  |
| 2022 | Championnats du monde              | Eugene                             | 11e      | Longueur  | 7,81 m  |
| 2022 | Championnats d'Europe              | Munich                             | 2e       | Longueur  | 8,06 m  |
| 2023 | Circuit mondial en salle de l'IAAF | Circuit mondial en salle de l'IAAF | 1er      | Longueur  | détails |
| 2023 | Championnats d'Europe en salle     | Istanbul                           | 2e       | Longueur  | 8,19 m  |
| 2023 | Championnats du monde              | Budapest                           | 6e       | Longueur  | 8,00 m  |
| 2024 | Championnats du monde en salle     | Glasgow                            | 8e       | Longueur  | 7,80 m  |

## Records
| Épreuve          | Épreuve   | Marque      | Lieu             | Date                       |
| ---------------- | --------- | ----------- | ---------------- | -------------------------- |
| Saut en longueur | Plein air | 8,27 m      | Monaco Kallithea | 9 juillet 2021 25 mai 2022 |
| Saut en longueur | En salle  | 8,38 m (NR) | Belgrade         | 18 mars 2022               |